# Université de Malmö
L’université de Malmö (en suédois : Malmö universitet) est une université suédoise basée à Malmö, en Scanie. Elle a été fondée le 1er juillet 1998. L'université a la plus haute proportion de femmes professeurs de Suède, avec près de 38%.
Les programmes sont situés à Universitetsholmen et dans la zone hospitalière de Malmö. La bibliothèque principale est située dans le bâtiment Orkanen, qui abrite également la faculté d'éducation et de société.

## Facultés

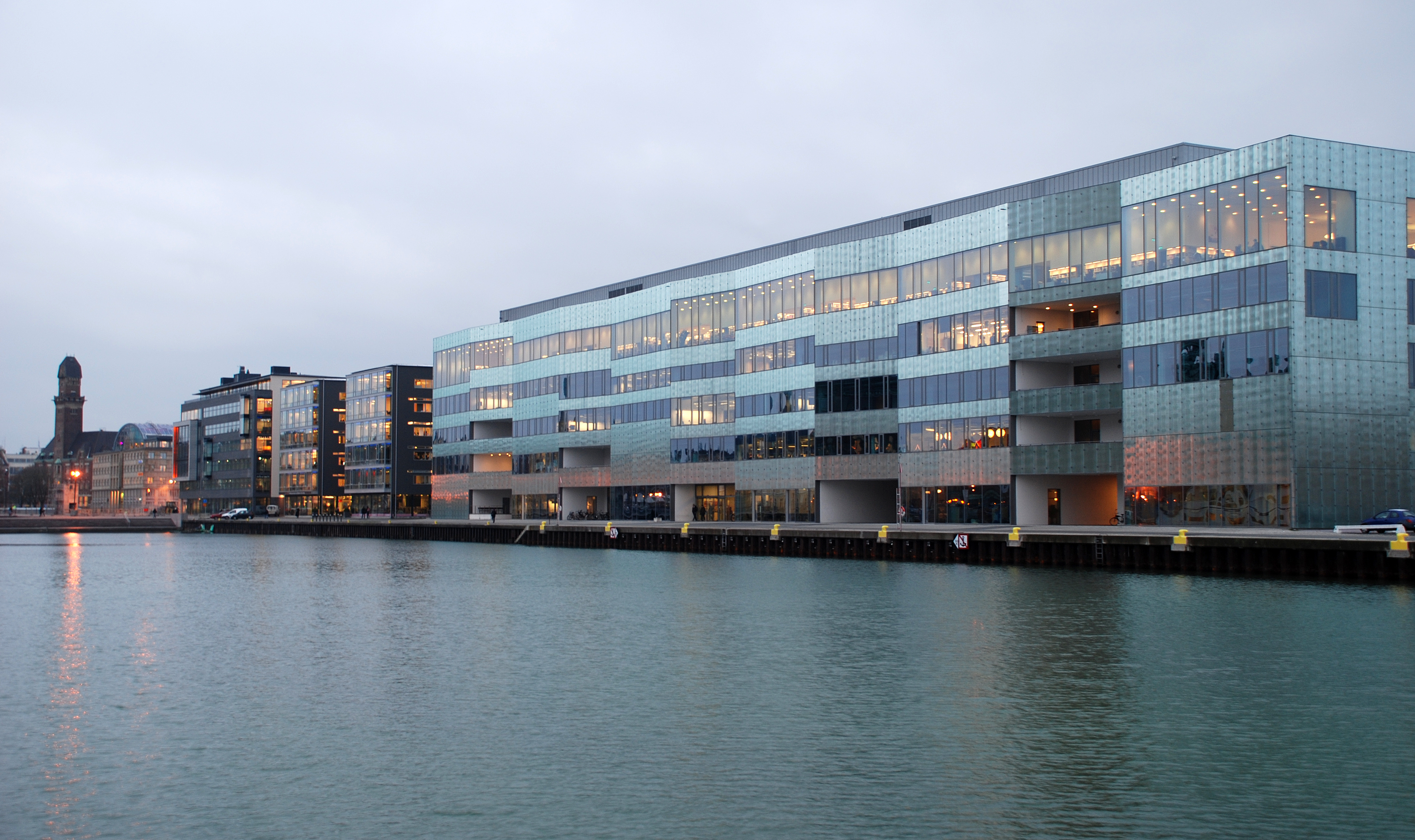
Orkanen, le bâtiment principal, renferme la faculté « Éducation et société » ainsi que la bibliothèque.

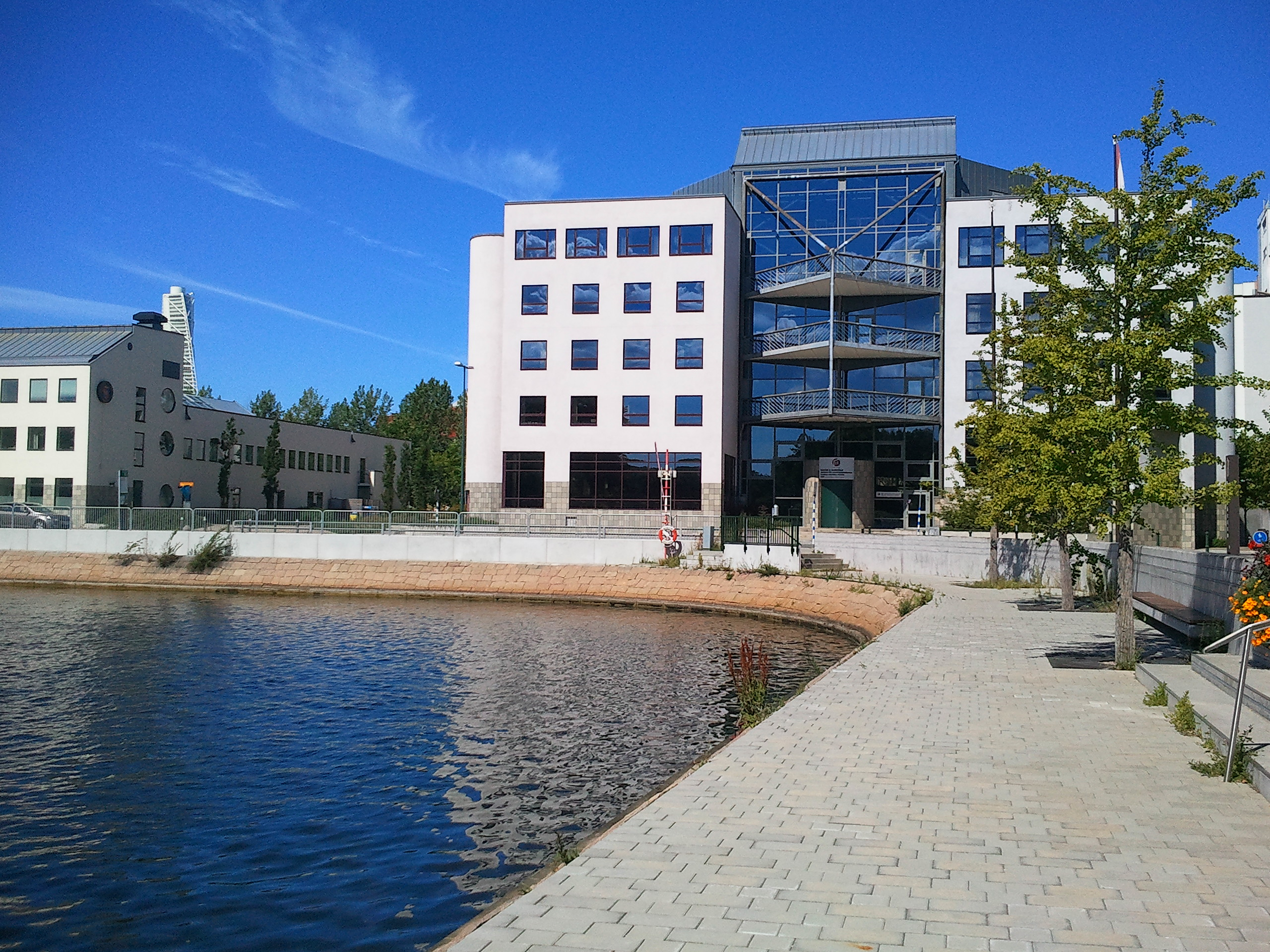
Gäddan est le bâtiment « Culture et société », avec notamment les sciences politiques et les langues.

L'université est composée de cinq facultés : 
- Faculté « Science et société »
- Faculté « Culture et société »
- Faculté « Éducation et société »
- Faculté d'Odontologie
- Faculté « Technologie et société »

La faculté « Technologie et société » est située dans le bâtiment Niagara près de Anna Lindhs plats à Malmö. La faculté compte environ 3 000 étudiants et 100 employés et comprend les départements d'informatique et de technologie des médias, ainsi que de science des matériaux et de mathématiques appliquées. La faculté propose un enseignement et des recherches dans les domaines de l'architecture de l'information, du développement de jeux, de la technologie des médias et de la conception.
La faculté « Éducation et société » est située dans le bâtiment Orkanen à Nordenskiöldsgatan 10 à Malmö. La faculté compte environ 5 000 étudiants et constitue l'un des plus grands programmes de formation d'enseignants de Suède. Au sein de la faculté, on trouve les départements suivants
- Département de l'enfance, de l'éducation et de la société
- Département des sciences du sport
- Département de la société, de la culture et de l'identité
- Département de la culture, des langues et des médias
- Département des sciences, des mathématiques et de la société
- Département du développement et de la direction des écoles.

La faculté « Culture et société » est située dans le bâtiment Gäddan 8 sur Citadellvägen 7, et avec la faculté de technologie et de société dans le bâtiment Niagara. La faculté compte 5 000 étudiants et environ 300 membres du personnel et comprend les départements d'études politiques globales, d'arts, de culture et de communication, d'études urbaines et d'études linguistiques.
La faculté de santé et de société est principalement située sur le campus de l'hôpital de Malmö. Elle comprend les départements de sciences biomédicales, d'études sur la santé et le bien-être, de criminologie, de travail social et de sciences de la santé. La faculté propose un enseignement et des recherches dans des domaines tels que les sciences biomédicales, les sciences infirmières et les sciences de la santé, la criminologie, la sexologie, le travail social et l'aide sociale.
La faculté d'odontologie, école de dentisterie, est située à côté de la station Triangle à Malmö. Elle forme des dentistes et des techniciens dentaires et mène des recherches sur les interfaces biologiques, la science des matériaux et la santé bucco-dentaire.

## Historique
L'université de Malmö a été créée le 1er juillet 1998 sur la base des programmes d'enseignement supérieur qui existaient déjà à Malmö et qui appartenaient à l'université de Lund ou à la municipalité de Malmö, notamment la dentisterie, l'enseignement et les soins infirmiers. Au moment de sa création, l'université comptait environ 5 000 étudiants inscrits.
La faculté d'odontologie a été fondée en 1948 en tant qu'école dentaire indépendante à Malmö et a été le premier programme universitaire à Malmö. En 1964, l'école a été intégrée à l'université de Lund en tant que faculté d'odontologie, mais est restée dans les mêmes locaux à Malmö.
L'école normale de Malmö a été créée en 1960 et a été intégrée à l'université de Lund en 1977.
Le Vårdhögskolan i Malmö appartenait à la municipalité de Malmö jusqu'à la création de l'université de Malmö, car la municipalité ne faisait pas partie du conseil de comté de Malmöhus län et disposait de sa propre organisation de soins de santé.
L'établissement est devenu l'université de Malmö le 1er janvier 2018,.

## Recherche
La recherche à l'université de Malmö couvre une grande partie du spectre scientifique, mais avec un accent sur les sciences sociales et la recherche médicale. Elle comprend des recherches en dentisterie clinique, santé, soins et bien-être, biofilms et interfaces biologiques, informatique, sciences de l'éducation, études urbaines, migration et sciences du sport. L'université de Malmö propose un enseignement de troisième cycle dans 18 matières de troisième cycle.
La faculté de santé et de société mène des recherches dans les domaines de la science biomédicale, des soins infirmiers, de la criminologie, de la sexologie, du travail social et de l'aide sociale.
La faculté d'éducation et de société mène des recherches pluridisciplinaires dans le domaine des études éducatives, y compris la formation des enseignants, de l'histoire et des études culturelles, et des études sportives. Le domaine des sciences de l'éducation se concentre sur l'organisation du système éducatif, la didactique des matières dans les différents programmes d'éducation et les conditions de vie des enfants et des jeunes.
La faculté de culture et de société mène des activités d'enseignement et de recherche dans les domaines des sciences humaines, des sciences sociales, de la technologie et du design. Les thèmes de recherche comprennent les études urbaines et le développement urbain durable, les migrations, la politique mondiale, la paix et la sécurité internationales, les nouveaux médias, le design d'interaction, les études littéraires, la langue et le genre.
La recherche à la Faculté de technologie et de société est menée en collaboration avec des entreprises, des autorités et d'autres organisations dans des domaines tels que la science des matériaux, l'informatique, les mathématiques appliquées, la technologie des médias et la physique.
La faculté d'odontologie assure l'enseignement et la recherche en odontologie. Les recherches portent sur la cariologie, l'endodontie, la chirurgie maxillaire et la médecine buccale, la science et la technologie des matériaux, la radiologie dentaire, la biologie buccale, la pathologie buccale, les prothèses buccales, les douleurs orofaciales et la fonction maxillaire, l'orthodontie, la parodontie et la pédiatrie.

## Bâtiments
Les activités de l'université de Malmö sont réparties dans huit bâtiments :
- Orkanen sur Nordenskiöldsgatan, avec la Faculté d'éducation et de société (depuis 2005).
- Niagara sur Nordenskiöldsgatan près de Anna Lindhs plats, Malmö, avec la Faculté de Culture et Société et la Faculté de Technologie et Société et le Département de Travail Social (depuis 2022, appartenant à la Faculté de Santé et Société).
- Gäddan 8 sur Citadellvägen près de Niagara et en face de la Cour d'appel de Skåne et Blekinge, avec la Faculté de santé et de société.
- Allmänna sjukhuset AS9 (AS9) sur Jan Waldenströms gata, avec la faculté de santé et de société.
- École d'odontologie, également connue sous le nom de Klerken Universitetstandvården, Smedjegatan 16, avec la faculté d'odontologie.

## Galerie

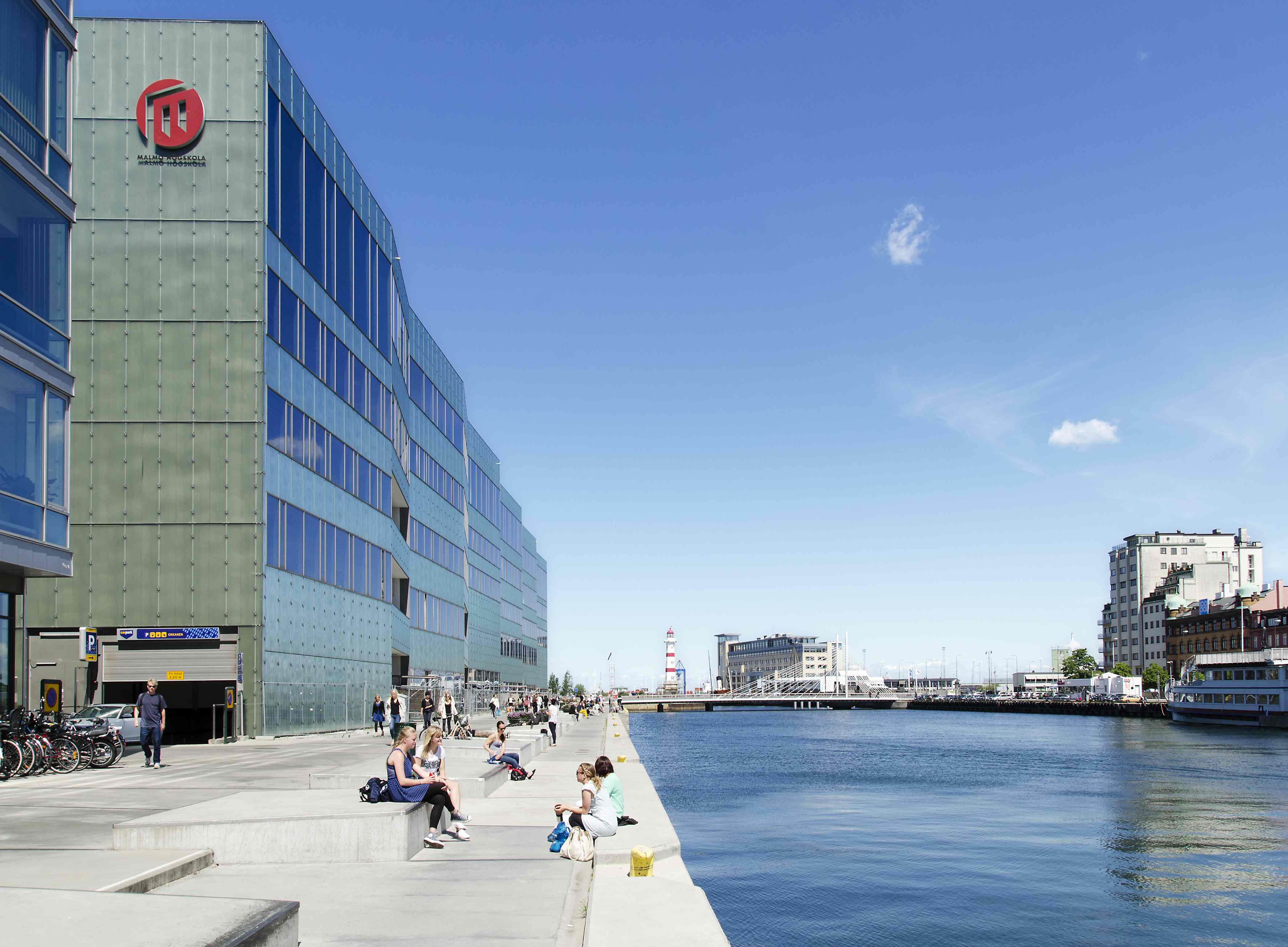
Hjälmarekajen.
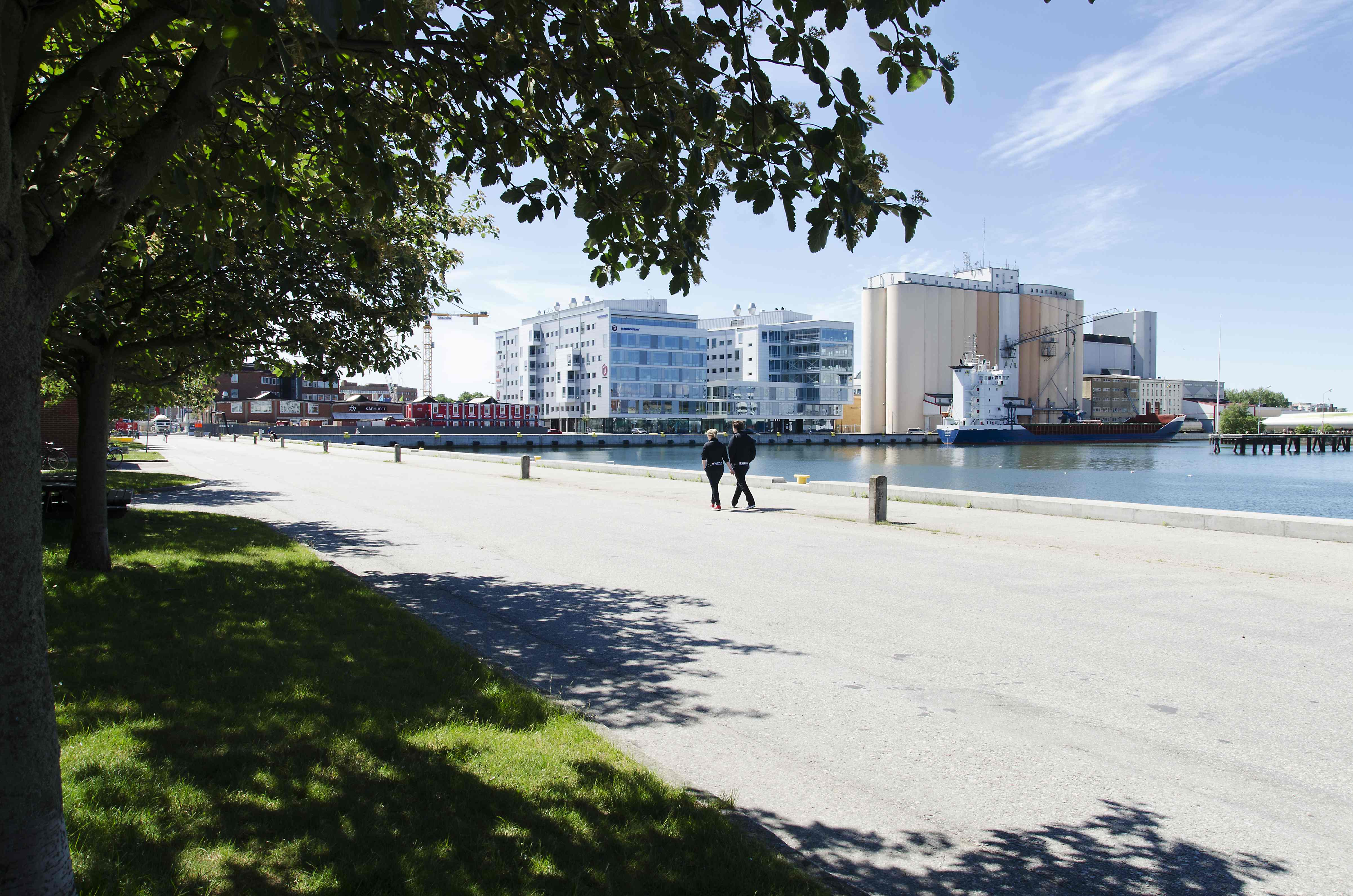
Universitetsholmen.
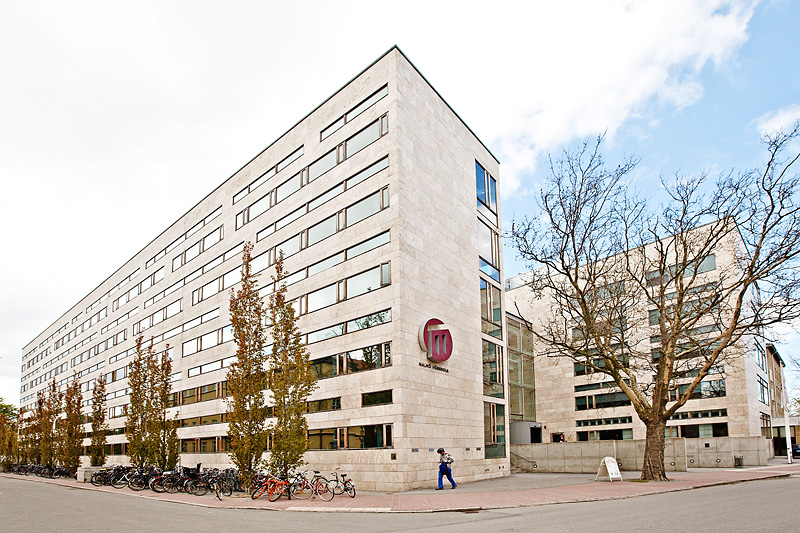
Allmänna sjukhuset AS9 qui abrite la faculté de santé et de société.
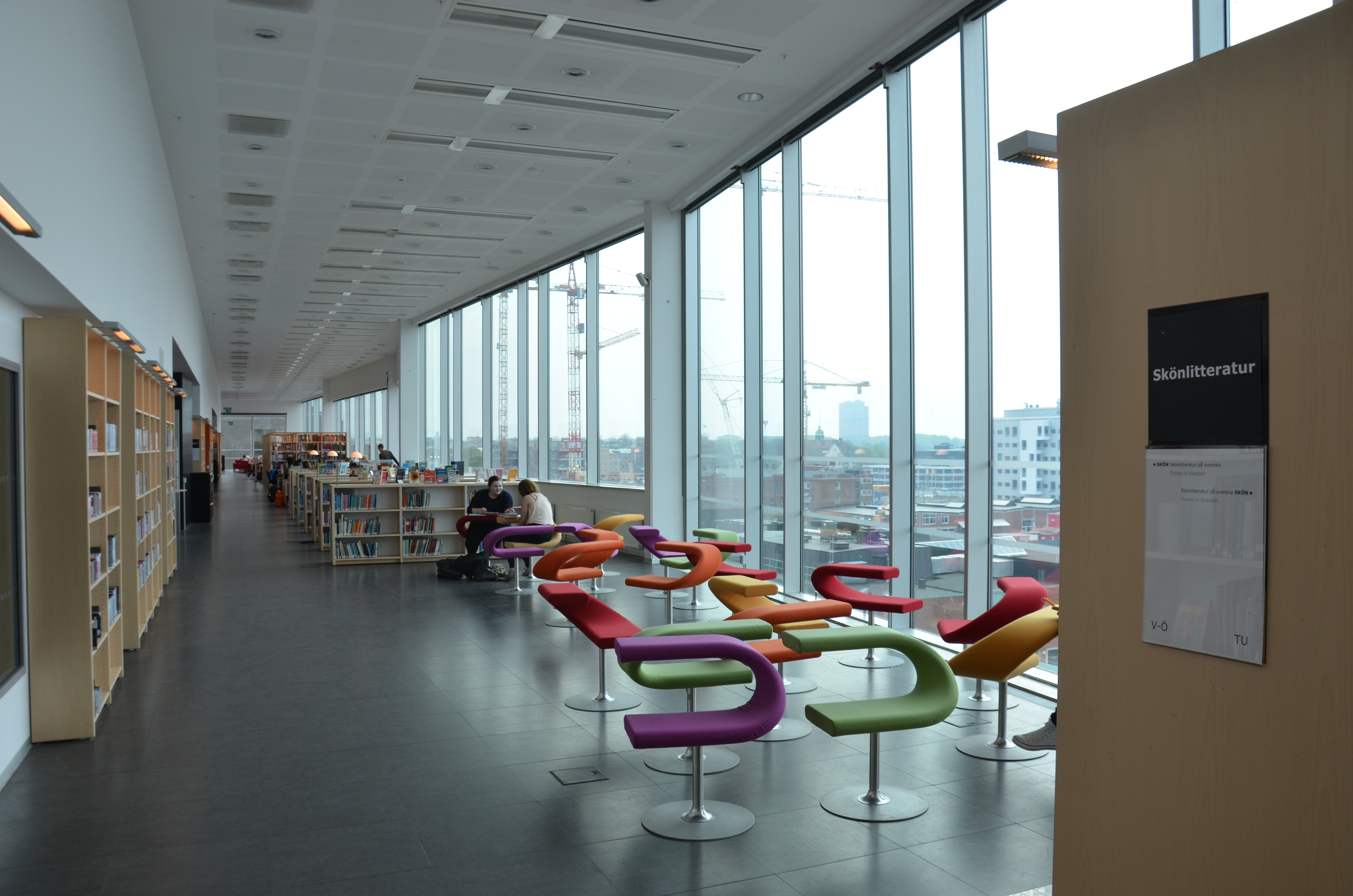
La bibliothèque au dernier étage de Orkanen.
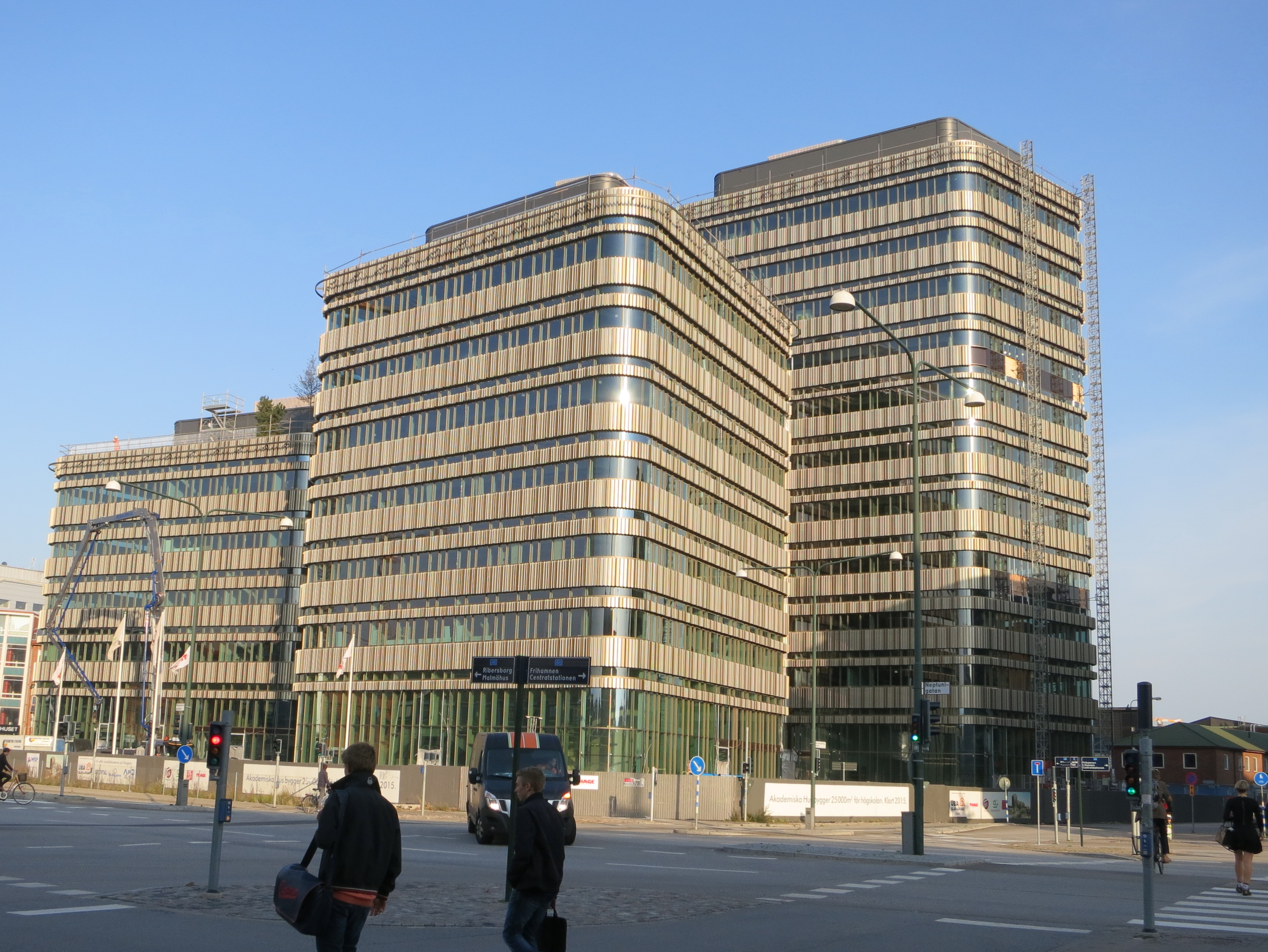
Niagara.